# Спагетти-код
Спагетти-код (также индусский код) — плохо спроектированная, слабо структурированная, запутанная и трудная для понимания программа, особенно содержащая много операторов GOTO (как правило, переходов назад), исключений и других конструкций, ухудшающих структурированность. Самый распространённый антипаттерн программирования.
Спагетти-код назван так, потому что ход выполнения программы похож на миску спагетти, то есть извилистый и запутанный. Иногда называется «кенгуру-код» (kangaroo code) из-за множества инструкций «jump».
В настоящее время термин применяется не только к случаям злоупотребления GOTO, но и к любому «многосвязному» коду, в котором один и тот же небольшой фрагмент исполняется в большом количестве различных ситуаций и выполняет очень много различных логических функций.
Спагетти-код обычно возникает от:
- неопытности разработчиков;
- давления по срокам, установленного руководством (например, в принятой в компании системе мотивации на «работу быстрее»)[3];
- давления по срокам, установленного разработчиком самому себе (желание всё сделать наиболее быстрым способом);
- оптимизации времени исполнения программы[4].

при этом не является результатом преднамеренного запутывания.
Спагетти-код может быть отлажен и работать правильно и с высокой производительностью, но он крайне сложен в сопровождении и развитии. Правка спагетти для добавления новой функциональности иногда несёт такой огромный потенциал внесения новых ошибок, что рефакторинг (главное лекарство от спагетти) становится неизбежным.

## Пример
Ниже приводится пример спагетти-кода на Бейсике, выполняющего простое действие — печать чисел от 1 до 10 и их квадратов. Реальные примеры спагетти-кода гораздо более сложные и создают большие проблемы при сопровождении программ.
```
10
 
i
 
=
 
0

20
 
i
 
=
 
i
 
+
 
1

30
 
if
 
i
 
<=
 
10
 
then
 
goto
 
70

40
 
if
 
i
 
>
 
10
 
then
 
goto
 
50

50
 
print
 
"Программа завершена."

60
 
end

70
 
print
 
i:
 
" в квадрате = "
:
 
i
 
*
 
i

80
 
goto
 
20

```

Тот же код, написанный на Бейсике в стиле структурного программирования:
```
for
 
i
 
=
 
1
 
to
 
10

    
print
 
i:
 
" в квадрате = "
:
 
i
 
*
 
i

next
 
i

print
 
"Программа завершена."

```

Тот же код в функциональном стиле с использованием метода итерации, написанный на языке Ruby:
```
(
1
..
10
)
.
each
 
{
|
i
|
 
puts
 
"
#{
i
}
\t
 в квадрате = 
#{
i
**
2
}
"
}

puts
 
"Программа завершена."

```

## Связанные понятия
По аналогии со «спагетти-кодом» программисты придумали ещё несколько понятий, пока не общепринятых.
- Равиоли-код (англ. Ravioli code) — код, состоящий из огромного числа независимых компонентов, и чтобы понять, как исправить ошибку на стыке компонентов, надо «прорываться» через межкомпонентные интерфейсы. Его легко понять в классе, но не в контексте всего проекта[5][неавторитетный источник].
- Пахлава-код или Лазанья-код (англ. Lasagna code) — код, в котором слишком много (для данной задачи) слоёв абстракции. В попытке использовать принцип «слоёного теста» для избавления от спагетти кода, слои оказываются слишком зависимы друг от друга и любое изменение в одном уровне портит весь проект[5][неавторитетный источник].
- Пицца код (англ. Pizza code) — слишком плоская архитектура кода («спагетти» размазались по тарелке)[5][неавторитетный источник].
- Катамари-код — код, некогда чистый, но в процессе развития облеплявшийся функциональностью, как «катамари» из игры для Playstation.